# Narodnoe Opolcheniye
Milícia Popular (em russo:  Народное ополчение; Narodnoe opolcheniye ou Opolchenie, lit. "regimentação popular" ou "milícia voluntária do povo") foi um conjunto de tropas irregulares formadas a partir da população da Rússia e União Soviética. Eles lutaram por trás da linha de frente e ao lado do exército regular durante várias guerras ao longo de sua história.
A Milícia Popular ocupa um lugar proeminente no início da história da Rússia, por exemplo, no Conto da Campanha de Igor quando se refere a toda a força liderada em uma campanha. Ela foi usada para fins políticos quando o Grão-Ducado de Moscou assumiu o papel principal na Rússia do século XVI. Procurou enfatizar o Tsar como o "pai" de todos os russos, que incluía outros principados que procuravam permanecer independentes. Antes da unificação dos russos sob a liderança de Moscou, cada cidade e cidade tinham seu próprio Opolcheniye, não chamado Narodnoe, mas nomeado após a cidade ou cidade, então Novgorodskoye Opolcheniye, Suzdalskoye Opolcheniye, Vladimirskoye Opolcheniye e assim por diante. Não eram milícias como tal, mas multidões armadas que, quando atacadas, armaram-se e se juntaram a um polk, o que é traduzido em seu significado moderno como um "regimento".